# Laura Huertas Millán
Laura Huertas Millán (Bogotá, 1983) es una Directora de cine colombiana y francesa, artista visual con obras expuestas en museos de arte contemporáneo de todo el mundo.

## Trayectoria
Huertas nació en Bogotá y se trasladó a París, dónde continuó sus estudios. Cuenta con doble nacionalidad, francesa y colombiana. En su formación parisina, se graduó en Escuela de Bellas Artes (París) y Le Fresnoy. Continuó sus estudios y realizó un doctorado en Artes visuales con investigaciones en la Universidad PSL y la Universidad de Harvard. En su formación desarrolló trabajos específicos en el Laboratorio de Etnografía Sensorial aplicando las artes visuales en el análisis de sociológico y antropológico. Una línea de trabajo con similitudes al trabajo que desarrolló la directora y documentalista colombiana Marta Rodríguez.
Los trabajos realizados por Huertas desarrollan historias sobre la sociedad y la ecología desde un prisma antropológico y etnográfico. En este ámbito de trabajo, revisa la sociedad en sus películas de 2011 Aequador  y 2012 Journey to a land otherwise known, mezclando la historia con la fantasía creativa. Las obras de Huertas se exhibieron en centros y museos de arte contemporáneo como el Palais de Tokyo, el Centro Pompidou, el centro Guggenheim de Nueva York. 
Huertas desarrolla un trabajo en torno a las artes visuales, con dirección de películas, documentales, cortos, o formatos experimentales. Muchas de las películas de Huertas han sido seleccionadas en diferentes secciones en Festivales de cine de Nueva York, Toronto o La Habana, y también han sido reconocidas con premios. Así ha desarrollado desde 2016 grabaciones cinematográficas experimentales como Sol negro, La libertad, Jeny303, The Labyrinth, reconocidas con premios en festivales de cine de Locarno, Marsella, Lisboa o Colombia.
Los trabajos de Huertas se exhiben tanto en centros de arte como en programas de debate sobre temas políticos, sociológicos y etnográficos. Así se han exhibido obras de Huertas en programas del ayuntamiento de Madrid o del Centro de Arte Reina Sofía o Centro Internacional de Cultura contemporánea Tabakalera.

## Reconocimientos
- 2018 The Labyrinth premio FIDMarseille.
- 2020 La libertad Museo Nacional Centro de Arte Reina Sofía Programa 5 Nos querían en soledad, nos tendrán en común.[2]

## Obra seleccionada
- 2011 Aequador
- 2012 Journey to a land otherwise known
- 2017 La libertad
- 2018 The Labyrinth[5]